# Alfred Schultz

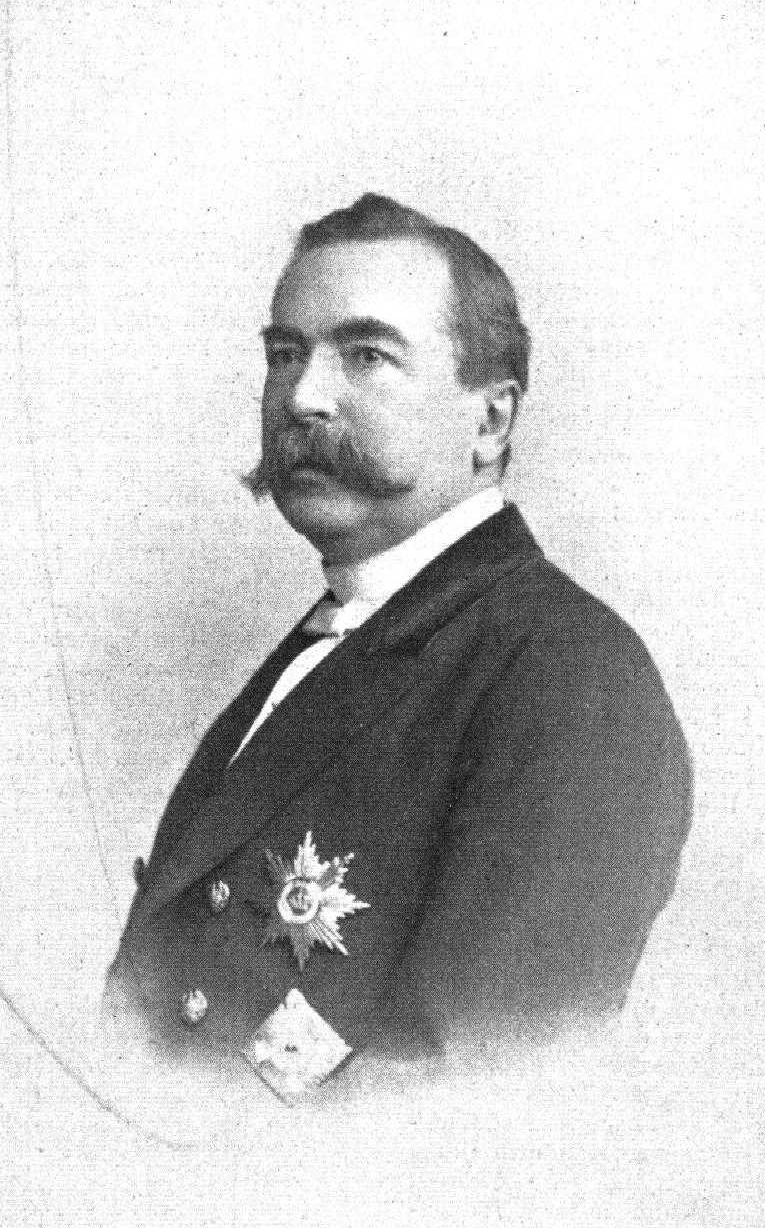
Alfred Schultz

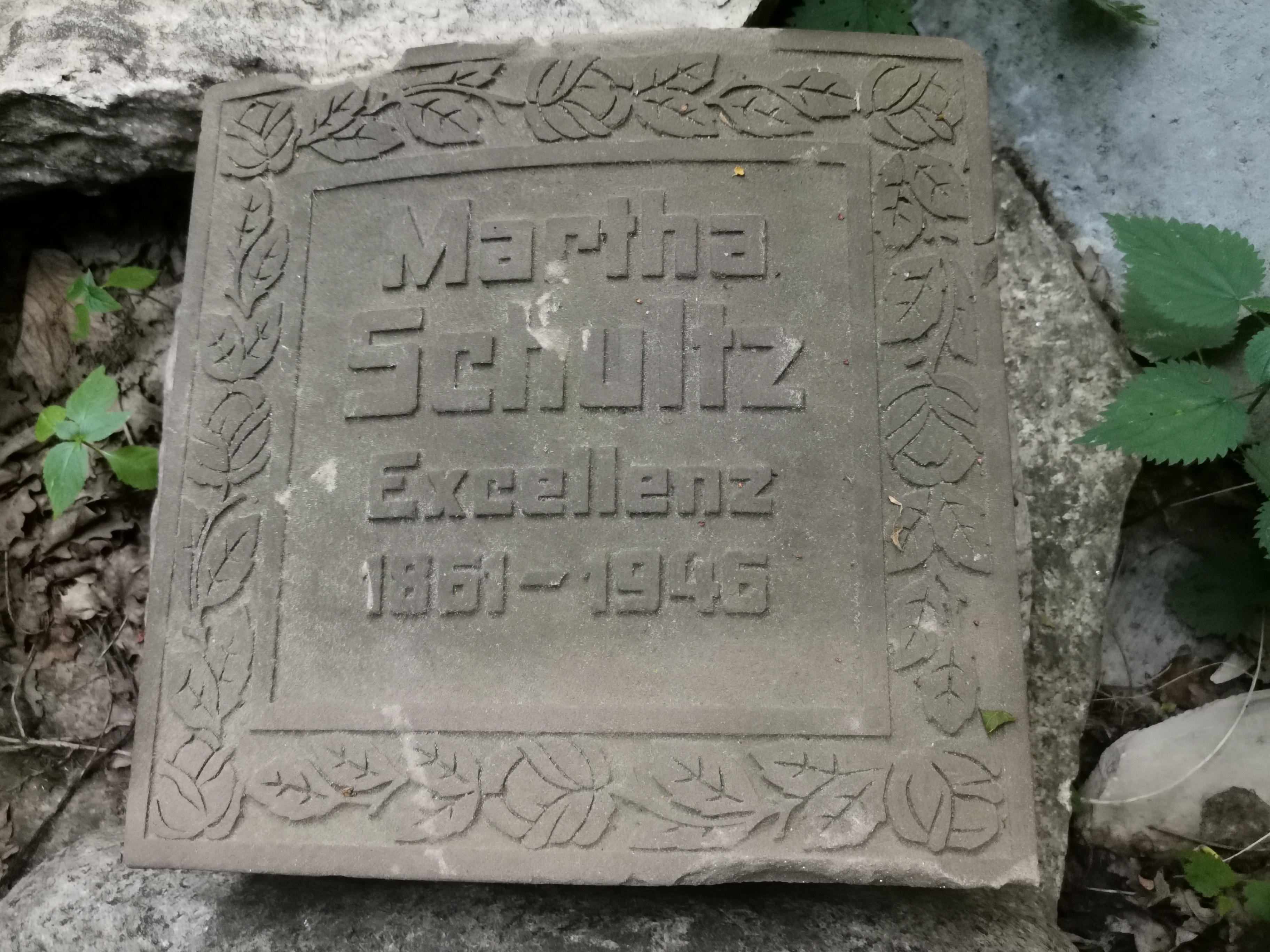
Grabstein seiner Witwe Martha Schultz, geb. Cahnheim (1861–1946) auf dem Friedhof Berlin-Frohnau

Alfred Schultz (* 15. Januar 1840 in Königsberg i. Pr.; † 23. November 1904 in Berlin-Wilmersdorf) war ein preußischer Verwaltungsbeamter und -jurist.

## Leben
Alfred Schultz studierte Rechtswissenschaft an der Königlichen Albertus-Universität zu Königsberg i. Pr., wurde 1857 Silber-Litthauer und legte bereits im Alter von 19 Jahren die erste juristische Prüfung ab. Am 1. September 1859 wurde er zum Auskultator ernannt, trat im Mai 1861 als Regierungsrefendar in den Verwaltungsdienst des Königreichs Preußen ein und war vom Oktober 1864 bis zum März 1868 Regierungsassessor.
Anschließend wurde er zum Amtshauptmann in Medingen der Landdrostei Lüneburg ernannt und am 1. Januar 1873 als Hilfsarbeiter in das Ministerium für Handel, Gewerbe und öffentliche Arbeiten nach Berlin berufen; dort erfolgte am 14. April 1875 seine Ernennung zum vortragender Rat. Im April 1878 wurde er zum Geheimen Oberregierungsrat im nun abgetrennten Ministerium der öffentlichen Arbeiten ernannt im Mai 1880 zum Ministerialdirektor der Bauverwaltung befördert. Am 15. Dezember 1890 erfolgte die Ernennung zum Wirklichen Geheimen Rat und am 8. April 1903, nach der Zerlegung der Abteilung in zwei gesonderte Abteilungen für das Ingenieurbauwesen und für den Hochbau, zum Unterstaatssekretär dieser beiden Abteilungen.
Im Jahr 1895 wurde er zum Vorsitzenden des Gerichtshofes zur Entscheidung der Kompetenzkonflikte ernannt und dadurch auch in den Preußischen Staatsrat berufen. Im selben Jahr wurde ihm der Königliche Kronen-Orden I. Klasse verliehen.
Er war seit dem 24. Oktober 1882 mit Martha Cahnheim (1861 Berlin – 1946 Berlin-Frohnau) verheiratet.